# Cesena Football Club 2023-2024 (femminile)
Questa voce raccoglie le informazioni riguardanti il Cesena F.C. femminile nelle competizioni ufficiali della stagione 2023-2024.

## Divise e sponsor
Il fornitore tecnico per la stagione 2023-2024 è Erreà. Lo sponsor di maglia è CDO Green Energy.
| Casa | Trasferta | Terza divisa |

## Rosa
| N. |                   | Ruolo | Calciatrice              |
| -- | ----------------- | ----- | ------------------------ |
| 1  | Italia (bandiera) | P     | Lisa Jasmine Marchetti   |
| 2  | Italia (bandiera) | D     | Laura Monti              |
| 3  | Italia (bandiera) | A     | Maria Vittoria Nano      |
| 4  | Italia (bandiera) | C     | Giulia Risina            |
| 6  | Italia (bandiera) | D     | Federica D'Auria         |
| 7  | Italia (bandiera) | D     | Elena Casadei (capitano) |
| 8  | Italia (bandiera) | C     | Asia Belloli             |
| 9  | Italia (bandiera) | A     | Gaia Lonati              |
| 10 | Italia (bandiera) | A     | Sara Tamborini           |
| 11 | Italia (bandiera) | A     | Eleonora Galli           |
| 12 | Italia (bandiera) | P     | Serena Bardi             |
| 14 | Italia (bandiera) | D     | Alessandra Amaduzzi      |
| 15 | Italia (bandiera) | D     | Chiara Groff             |

| N. |                        | Ruolo | Calciatrice                      |
| -- | ---------------------- | ----- | -------------------------------- |
| 17 | Slovacchia (bandiera)  | C     | Karen Maková                     |
| 18 | Italia (bandiera)      | A     | Anastasia Conti                  |
| 19 | Tunisia (bandiera)     | C     | Chirine Lamti                    |
| 20 | Italia (bandiera)      | A     | Gaia Milan                       |
| 21 | Italia (bandiera)      | C     | Anna Catelli                     |
| 22 | Italia (bandiera)      | D     | Paola Cuciniello (vice capitano) |
| 23 | Italia (bandiera)      | D     | Nicole Costa                     |
| 24 | Italia (bandiera)      | C     | Francesca Colonna                |
| 27 | Italia (bandiera)      | A     | Martina Sechi                    |
| 33 | Paesi Bassi (bandiera) | A     | Sofieke Jansen                   |
| 40 | Italia (bandiera)      | P     | Adelaide Serafino                |
| 45 | Italia (bandiera)      | A     | Beatrice Calegari                |
| 66 | Italia (bandiera)      | C     | Alessia Bernabei                 |

## Calciomercato

### Sessione estiva
| Acquisti | Acquisti               | Acquisti      | Acquisti   |
| R.       | Nome                   | da            | Modalità   |
| -------- | ---------------------- | ------------- | ---------- |
| P        | Lisa Jasmine Marchetti | Tavagnacco    | svincolata |
| D        | Federica D'Auria       | Juventus      | prestito   |
| D        | Chiara Groff           | Lazio         | svincolata |
| C        | Anna Catelli           | Inter         | prestito   |
| C        | Francesca Colonna      | Inter         | prestito   |
| C        | Chirine Lamti          | Venezia       | svincolata |
| C        | Giulia Risina          | Venezia       | svincolata |
| A        | Sofieke Jansen         | Lazio         | svincolata |
| A        | Sara Tamborini         | Napoli        | svincolata |
| A        | Gaia Lonati            | Inter         | prestito   |
| A        | Gaia Milan             | Birkirkara FC | svincolata |
| A        | Martina Sechi          | Fiorentina    | prestito   |
| A        | Beatrice Calegari      | Inter         | prestito   |

| Cessioni | Cessioni             | Cessioni           | Cessioni      |
| R.       | Nome                 | a                  | Modalità      |
| -------- | -------------------- | ------------------ | ------------- |
| P        | Eveljn Frigotto      | Parma              | svincolata    |
| D        | Martina Carlini      | San Marino Academy | svincolata    |
| D        | Emma Decarli         | -                  | svincolata    |
| D        | Lisa Manara          | -                  | svincolata    |
| D        | Giulia Mancuso       | Lazio              | svincolata    |
| D        | Alice Rossi          | Sassuolo           | fine prestito |
| D        | Sara Pastore         | -                  | ritirata      |
| C        | Beleffi Marika       | -                  | svincolata    |
| C        | Beatrice Bizzocchi   | -                  | svincolata    |
| C        | Szandra Ploner       | Arezzo             | svincolata    |
| C        | Silvia Zanni         | Verona             | svincolata    |
| C        | Virginia Gidoni      | Verona             | fine prestito |
| C        | Karen Maková         | Sassuolo           | fine prestito |
| C        | Nanoka Iriguchi      | Sassuolo           | fine prestito |
| A        | Karina Alkhovik      | Sassuolo           | fine prestito |
| A        | Giorgia Miotto       | Milan              | fine prestito |
| A        | Veronica Bernardi    | Roma               | svincolata    |
| A        | Linda Casadio        | -                  | svincolata    |
| A        | Maddalena Porcarelli | Ternana            | svincolata    |
| A        | Gaia Distefano       | Parma              | svincolata    |

### Sessione invernale
| Acquisti | Acquisti     | Acquisti | Acquisti |
| R.       | Nome         | da       | Modalità |
| -------- | ------------ | -------- | -------- |
| C        | Karen Maková | Sassuolo | prestito |

| Cessioni | Cessioni | Cessioni | Cessioni |
| R.       | Nome     | a        | Modalità |
| -------- | -------- | -------- | -------- |

## Risultati

### Serie B

#### Girone d'andata
| Arbitro: | Pelai (Pavia) |

|                        |           |             |
| Beil 45+1’ Ambrosi 52’ | Marcatori | 76’ D'Auria |

| Arbitro: | Salvatori (Macerata) |

|                                  |           |  |
| Costa 21’ Jansen 31’ Sechi 45+2’ | Marcatori |  |

| Arbitro: | Colelli (Ostia Lido) |

|             |           |                |
| Kuštrin 31’ | Marcatori | 10’, 82’ Sechi |

| Arbitro: | Dini (Città di Castello) |

|                 |           |  |
| Jansen 40’, 87’ | Marcatori |  |

| Arbitro: | Dallagà (Rovigo) |

|               |           |                        |
| Casellato 41’ | Marcatori | 39’ Catelli 31’ Lonati |

| Arbitro: | Ubaldi (Fermo) |

|                      |           |              |
| Risina 52’ Sechi 74’ | Marcatori | 31’ Accoliti |

| Arbitro: | Tagliente (Brindisi) |

|              |           |                      |
| Clemente 66’ | Marcatori | 74’ Sechi 77’ Jansen |

| Arbitro: | Balducci (Empoli) |

|  |           |                       |
|  | Marcatori | 32’ Jansen 88’ Lonati |

| Arbitro: | Curia (Ascoli Piceno) |

|                                                                 |           |                |
| Lonati 14’ Nano 25’ (rig.) Jansen 47’ Sechi 89’ Tamborini 90+2’ | Marcatori | 31’ De Matteis |

| Arbitro: | Santinelli (Bergamo) |

|                     |           |                        |
| Landa 7’ Picchi 61’ | Marcatori | 32’ Catelli 56’ Lonati |

| Arbitro: | Boiani (Pesaro) |

|                                          |           |           |
| Calegari 8’ Cuciniello 25’ Tamborini 68’ | Marcatori | 29’ Bargi |

| Arbitro: | Mascolo (Castellammare di Stabia) |

|           |           |                 |
| Sechi 83’ | Marcatori | 25’, 71’ Wagner |

| Arbitro: | Moro (Novi Ligure) |

|              |           |                   |
| Burbassi 10’ | Marcatori | 56’ Sechi 88’ Mak |

| Arbitro: | Menozzi (Treviso) |

|                       |           |  |
| Sechi 22’ D'Auria 79’ | Marcatori |  |

| Arbitro: | Vailati (Crema) |

|  |           |                                         |
|  | Marcatori | 1’, 45’ Tamborini Nano 16’ Jansen 90+1’ |

#### Girone di ritorno
| Arbitro: | Grieco (Ascoli Piceno) |

|                         |           |                    |
| Jansen 1’, 8’ Sechi 24’ | Marcatori | 14’ (rig.) Ambrosi |

| Arbitro: | Mazzer (Conegliano) |

|           |           |                                              |
| Magri 54’ | Marcatori | 34’ (aut.) Nicolini 37’ Cuciniello 51’ Sechi |

| Arbitro: | Traini (San Benedetto del Tronto) |

|                                                   |           |  |
| Belloli 35’ Jansen 28’ Sechi 46’ Milan 83’, 90+2’ | Marcatori |  |

| Arbitro: | Bini (Macerata) |

|                          |           |            |
| Barbieri 1’ Giuliani 37’ | Marcatori | 20’ Lonati |

| Arbitro: | Branzoni (Mestre) |

|                                                                  |           |  |
| Jansen 12’ Cuciniello 31’ Lonati 46’ Mak 48’ Sechi 54’ Milan 91’ | Marcatori |  |

| Arbitro: | Castellano (Nichelino) |

|              |           |                                             |
| Accoliti 32’ | Marcatori | 17’ D'Auria 22’ Sechi 30’ Lamti 90+2’ Milan |

| Arbitro: | Sassano (Padova) |

|                                        |           |  |
| Lonati 24’ Cuciniello 73’ Jansen 90+3’ | Marcatori |  |

| Arbitro: | Eremitaggio (Ancona) |

|                          |           |                                     |
| Jansen 10’ Tamborini 30’ | Marcatori | 19’ Eriksen 44’ Moraca 71’ Göthberg |

| Arbitro: | Martini (Valdarno) |

|  |           |                                                               |
|  | Marcatori | 10’ Milan 22’, 49’ Jansen 24’ Lonati 38’ D'Auria 70’ Calegari |

| Arbitro: | Mammoli (Perugia) |

|                                               |           |                             |
| Milan 7’ Tamborini 52’, 72’ (rig.) Jansen 66’ | Marcatori | 12’ Begal 18’, 90+4’ Picchi |

| Arbitro: | Falleni (Livorno) |

|              |           |                                |
| Bettalli 42’ | Marcatori | 55’ Jansen 70’, 77’, 81’ Sechi |

| Arbitro: | Aronne (Roma 1) |

|                                  |           |  |
| Gonzalez 55’ (rig.) Quazzico 80’ | Marcatori |  |

| Arbitro: | Picardi (Viareggio) |

|                      |           |                              |
| Nano 10’ D'Auria 20’ | Marcatori | 30’ Giatras Zoi 40’ Burbassi |

| Arbitro: | Arnese (Teramo) |

|            |           |           |
| Tuteri 58’ | Marcatori | 33’ Milan |

| Arbitro: | Cipolloni (Foligno) |

|                           |           |           |
| Sechi 36’ Risina 45’, 88’ | Marcatori | 77’ Lotti |

### Coppa Italia
| Arbitro: | Scuderi (Verona) |

|  |           |                 |
|  | Marcatori | 65’, 83’ Jansen |

| Arbitro: | Dorillo (Torino) |

|  |           |                                                              |
|  | Marcatori | 27’ Minami 36’, 58’, 90’ Kramžar 40’ Glionna 55’ Feiersinger |

## Statistiche

### Statistiche di squadra
| Competizione | Punti | In casa | In casa | In casa | In casa | In casa | In casa | In trasferta | In trasferta | In trasferta | In trasferta | In trasferta | In trasferta | Totale | Totale | Totale | Totale | Totale | Totale | Totale |
| Competizione | Punti | G       | V       | N       | P       | Gf      | Gs      | G            | V            | N            | P            | Gf           | Gs           | G      | V      | N      | P      | Gf     | Gs     | DR     |
| ------------ | ----- | ------- | ------- | ------- | ------- | ------- | ------- | ------------ | ------------ | ------------ | ------------ | ------------ | ------------ | ------ | ------ | ------ | ------ | ------ | ------ | ------ |
| Serie B      | 69    | 15      | 12      | 1       | 2       | 46      | 15      | 15           | 10           | 2            | 3            | 36           | 16           | 30     | 22     | 3      | 5      | 82     | 31     | +51    |
| Coppa Italia | -     | 1       | 0       | 0       | 1       | 0       | 6       | 1            | 1            | 0            | 0            | 2            | 0            | 2      | 1      | 0      | 1      | 2      | 6      | -4     |
| Totale       | -     | 16      | 12      | 1       | 3       | 46      | 21      | 16           | 11           | 2            | 3            | 38           | 16           | 32     | 23     | 3      | 6      | 84     | 37     | +47    |

### Andamento in campionato
| Giornata  | 1  | 2 | 3 | 4 | 5 | 6 | 7 | 8 | 9 | 10 | 11 | 12 | 13 | 14 | 15 | 16 | 17 | 18 | 19 | 20 | 21 | 22 | 23 | 24 | 25 | 26 | 27 | 28 | 29 | 30 |
| --------- | -- | - | - | - | - | - | - | - | - | -- | -- | -- | -- | -- | -- | -- | -- | -- | -- | -- | -- | -- | -- | -- | -- | -- | -- | -- | -- | -- |
| Luogo     | T  | C | T | C | T | C | T | T | C | T  | C  | C  | T  | C  | T  | C  | T  | C  | T  | C  | T  | C  | C  | T  | C  | T  | T  | C  | T  | C  |
| Risultato | P  | V | V | V | V | V | V | V | V | N  | V  | P  | V  | V  | V  | V  | V  | V  | P  | V  | V  | V  | P  | V  | V  | V  | P  | N  | N  | V  |
| Posizione | 10 | 6 | 4 | 4 | 4 | 3 | 3 | 3 | 3 | 4  | 4  | 4  | 4  | 4  | 3  | 3  | 3  | 3  | 3  | 3  | 3  | 3  | 3  | 3  | 3  | 3  | 4  | 4  | 4  | 4  |

Legenda:

Luogo: C = Casa; T = Trasferta. Risultato: V = Vittoria; N = Pareggio; P = Sconfitta.

### Statistiche dei giocatori
Sono in corsivo le calciatrici che hanno lasciato la società a stagione in corso.
| Giocatore      | Serie B  | Serie B | Serie B     | Serie B    | Coppa Italia | Coppa Italia | Coppa Italia | Coppa Italia | Totale   | Totale | Totale      | Totale     |
| Giocatore      | Presenze | Reti    | Ammonizioni | Espulsioni | Presenze     | Reti         | Ammonizioni  | Espulsioni   | Presenze | Reti   | Ammonizioni | Espulsioni |
| -------------- | -------- | ------- | ----------- | ---------- | ------------ | ------------ | ------------ | ------------ | -------- | ------ | ----------- | ---------- |
| A. Amaduzzi    | 3        | 0       | 0           | 0          | 1            | 0            | 0            | 0            | 4        | 0      | 0           | 0          |
| S. Bardi       | -        | -       | -           | -          | -            | -            | -            | -            | -        | -      | -           | -          |
| A. Belloli     | 3        | 0       | 0           | 0          | 1            | 0            | 0            | 0            | 4        | 0      | 0           | 0          |
| B. Calegari    | 20       | 2       | 1           | 0          | -            | -            | -            | -            | 20       | 2      | 1           | 0          |
| E. Casadei     | 30       | 0       | 3           | 0          | 2            | 0            | 0            | 0            | 32       | 0      | 3           | 0          |
| A. Catelli     | 27       | 2       | 0           | 0          | 0            | 0            | 0            | 0            | 27       | 2      | 0           | 0          |
| F. Colonna     | 5        | 0       | 0           | 0          | 1            | 0            | 0            | 0            | 6        | 0      | 0           | 0          |
| A. Conti       | 3        | 0       | 0           | 0          | 2            | 0            | 0            | 0            | 5        | 0      | 0           | 0          |
| N. Costa       | 16       | 1       | 0           | 0          | 2            | 0            | 0            | 0            | 18       | 1      | 0           | 0          |
| P. Cuciniello  | 29       | 4       | 1           | 0          | 2            | 0            | 0            | 0            | 31       | 4      | 1           | 0          |
| F. D'Auria     | 29       | 5       | 3           | 0          | 2            | 0            | 0            | 0            | 31       | 5      | 3           | 0          |
| E. Galli       | 3        | 0       | 0           | 0          | -            | -            | -            | -            | 3        | 0      | 0           | 0          |
| C. Groff       | 26       | 0       | 1           | 1          | 2            | 0            | 0            | 0            | 28       | 0      | 1           | 1          |
| S. Jansen      | 26       | 17      | 1           | 1          | 2            | 2            | 0            | 0            | 28       | 19     | 1           | 1          |
| C. Lamti       | 25       | 1       | 3           | 0          | 2            | 0            | 1            | 0            | 27       | 1      | 4           | 0          |
| G. Lonati      | 30       | 9       | 3           | 0          | 2            | 0            | 0            | 0            | 32       | 9      | 3           | 0          |
| K. Maková      | 17       | 2       | 1           | 0          | -            | -            | -            | -            | 17       | 2      | 1           | 0          |
| L.J. Marchetti | 2        | -1      | 0           | 0          | 1            | -6           | 0            | 0            | 3        | -7     | 0           | 0          |
| G. Milan       | 26       | 7       | 1           | 0          | 1            | 0            | 0            | 0            | 27       | 7      | 1           | 0          |
| L. Monti       | 1        | 0       | 0           | 0          | 1            | 0            | 0            | 0            | 2        | 0      | 0           | 0          |
| M.V. Nano      | 28       | 3       | 0           | 0          | 2            | 0            | 0            | 0            | 30       | 3      | 0           | 0          |
| G. Risina      | 22       | 3       | 2           | 0          | 2            | 0            | 1            | 0            | 24       | 3      | 3           | 0          |
| M. Sechi       | 29       | 18      | 0           | 0          | 1            | 0            | 0            | 0            | 30       | 18     | 0           | 0          |
| A. Serafino    | 28       | -29     | 0           | 0          | 1            | 0            | 0            | 0            | 29       | -29    | 0           | 0          |
| S. Tamborini   | 25       | 7       | 2           | 0          | 1            | 0            | 0            | 0            | 26       | 7      | 2           | 0          |